# 飛躍羚羊
《飛躍羚羊》（英語：United We Stand）是1986年上映的一部香港青春體育勵志電影，由鄭則仕及司徒立光執導，鄭文雅、羅明珠、黎姿及袁潔瑩主演；電影故事以外號「飛躍的羚羊」的中華民國奧運田徑運動員紀政為題材，其中紀政亦參與客申本劇。本片榮獲第23屆金馬獎最佳剪輯。

## 劇情
揚威世界體壇、有「飛躍羚羊」之稱的著名女田徑家紀政（紀政 飾）專程到香港參與一項暑期田徑運動訓練計劃，經過了一番的精心挑選，共有十名具潛質的選手接受鄭教練（鄭文雅 飾）的訓練。鄭教練曾是一名出色的短跑選手，因一次比賽意外，不能繼續參賽，遂攻讀教練課程，欲作育英才。起初何寶兒（黎姿飾）、林傑（袁潔瑩飾）等眾人對這名因腳部受傷，表面冷酷無情、以鐵腕訓練著稱的女教練存有輕視之心，選手自視過高，與鄭教練比試，無人能勝，不禁對其感到佩服，並在鄭教練的嚴厲訓練下同甘共苦。
集訓期間，選手們參加一公開比賽，獲得很好的成績，於是選手們開始狂妄自滿，眾人因勝利而得意忘形，明爭暗鬥，後來她們和女教練產生了矛盾，結果初嘗敗績，教練盛怒之下憤而離去。眾人終於明白教練的苦心，當下痛定思痛，加強團結精神，努力訓練。
集訓期末，各人成績都有顯著的進步，並能一一勝過教練。在六角青年田徑邀請賽中，團結的精神令各人將自己的潛能發揮出來，取得勝利。眾人懷著信心代表香港參加世界青年運動會，希望奪標而回......

## 角色
| 演員   | 角色   | 備註                         |
| 鄭文雅 | 鄭教練 | 田徑女教練，腳部受傷         |
| 羅明珠 | 李明珠 | 田徑運動員                   |
| 黎姿   | 何寶兒 | 田徑運動員，有錢女           |
| 袁潔瑩 | 林傑   | 田徑運動員，與家人關係不好   |
| 紀政   | 紀政   | (客串)                       |
| 鄭則仕 |        | (客串) 餐廳老闆              |
| 陳加玲 |        | (客串)                       |
| 柏安妮 | 白安妮 | (客串)                       |
| 樓南光 |        | (客串)                       |
| 李潔嬈 |        |                              |
| 崔慧儀 |        |                              |
| 黃芷玲 |        |                              |
| 梁心宜 |        |                              |
| 林穎嫻 |        |                              |
| 馬湘鄂 |        |                              |
| 焦姣   |        | 何寶兒母親，對女兒布很高期望 |
| 黃家駒 |        |                              |

## 電影歌曲

### 主題曲
| 歌名     | 演唱者 | 作曲   | 填詞   |
| 〈後浪〉 | 蘇芮   | 鮑比達 | 潘源良 |

## 花絮
- 本片為黎姿首部擔任電影女主角之作品，時年15歲[5]。

- 有「飛躍的羚羊」之稱的紀政以客串身份拍攝本片五天，並將五十萬片酬全數捐予希望基金會[6]。

## 獎項
| 年份 | 頒獎典禮     | 獎項     | 名字   | 結果 |
| ---- | ------------ | -------- | ------ | ---- |
| 1986 | 第23届金馬獎 | 最佳剪輯 | 黃銘林 | 獲獎 |

## 外部連結
- 香港影庫上《飛躍羚羊》的資料（繁體中文）
- 開眼電影網上《飛躍羚羊》的資料（繁體中文）
- 时光网上《飛躍羚羊》的資料（简体中文）
- 豆瓣电影上《飛躍羚羊》的資料 （简体中文）
- 互联网电影数据库（IMDb）上《飛躍羚羊》的资料（英文）